# Radoslav Kováč
Radoslav Kováč (pronunție în cehă [ˈradoslaf ˈkovaːtʃ]; n. 27 noiembrie 1979) este un fost fotbalist ceh care a jucat ultima dată pentru Sparta Praga. El a jucat atât ca fundaș central, cât și ca mijlocaș defensiv. S-a mai aflat sub contract cu echipele Sigma Olomouc, Sparta Praga, Spartak Moscova, West Ham United, FC Basel și Slovan Liberec. La 6 ianuarie 2010, el și-a anunțat retragerea din fotbalul internațional după ce a reprezentat Cehia U21 și echipa națională mare timp de nouă ani.

## Cariera pe echipe

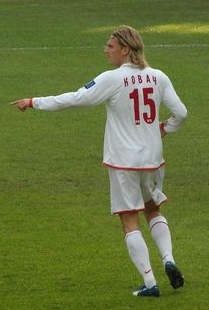
Kováč jucând pentru Spartak Moscova

### Primii ani
După ce a jucat pentru echipele de tineret ale lui Sigma Olomouc, Kováč a ajuns la Sparta Praga în 2004. În iulie 2005, s-a transferat în Rusia, unde a semnat pentru Spartak Moscova. În timpul unui derby de la Moscova împotriva lui Lokomotiv Moscova, la 20 iulie 2008, Kováč a primit un cartonaș galben pentru că a oprit prin fault un suporter care a intrat pe teren.

### West Ham United
La 30 ianuarie 2009, a fost împrumutat la West Ham United pentru restul sezonului 2008-2009. Și-a făcut debutul pentru West Ham pe 25 februarie 2009 într-o înfrângere din Cupa Angliei cu Middlesbrough. Primul său gol marcat pentru West Ham a fost cel din înfrângerea cu 3-1 din deplasare la Everton pe 16 mai 2009.
Kováč a fost transferat definitiv de West Ham United, la 11 august 2009, cu Kováč semnând un contract pe trei ani. El a înscris primul gol al sezonului 2009-2010 împotriva lui Portsmouth în minutul 89 pe 26 decembrie, jucând 90 minute într-o victorie cu 2-0 la Upton Park. La sfârșitul sezonului 2010-2011, cu douăsprezece luni rămase din contract și după 62 de meciuri în campionat și cupă, Kováč a plecat de la West Ham United.

### Basel
În iulie 2011, Kováč a semnat un contract pe doi ani cu campioana Elveției, FC Basel, pentru o sumă de transfer care nu a fost făcută publică. El a debutat pentru noul său club la 16 iulie 2011 pe Stade de Suisse, Wankdorf, în remiza cu 1-1 împotriva echipei BSC Young Boys. La sfârșitul sezonului 2011-2012 a câștigat dubla campionat cupă cu Basel. Kováč a marcat primul gol pentru Basel în remiza scor 1-1 împotriva lui Sion pe 4 august 2012.

## La națională
Kováč a debutat pe 9 octombrie 2004 într-un meci amical câștigat cu 1-0 împotriva României. Kováč a jucat pentru țara sa la Campionatul Mondial din 2006 și Euro 2008. După ce Cehia nu s-a calificat la Campionatul Mondial din 2010, Kováč și-a anunțat retragerea de la națională în ianuarie 2010, pentru a se concentra pe cariera sa la club.